# Protodendrophagus antipodes
Protodendrophagus antipodes is een keversoort uit de familie spitshalskevers (Silvanidae). De wetenschappelijke naam van de soort werd in 2004 gepubliceerd door Oldfield Thomas.